# Coleophora punctulatella
Coleophora punctulatella é uma espécie de mariposa do gênero Coleophora pertencente à família Coleophoridae.